# Castell de Glorieta
Castell de Glorieta és un monument del poble de Glorieta, al municipi de Passanant i Belltall (Conca de Barberà) declarat bé cultural d'interès nacional. És situat a la part alta del poble i construït damunt de la fondalada del torrent de Glorieta.

## Descripció
Torre rectangular de 5'5 m d'amplada per 7'37 m de llargada amb un gruix de paret d'1,5 m. Dels 22 m d'alçada que hom suposa que tenia la torre només hi queden 16 m, car fou rebaixada en el segle xix.

## Història
Castell documentat el 1179, del qual en resta la torre descrita. El 1080 el lloc fou donat als Cervera (llinatge) pel Comte de Barcelona, Ramon Berenguer II. Els Cervera, l'any 1162, cediren la quadra de Glorieta, a Carbonell de Vilagrassa i la seva esposa Ermessenda; és presumible que aquests hi bastiren un castell. El 1197, feren donació del castell a Bernat de Montpaó, que en fou el castlà.
Els Cervera, doncs, colonitzaren Glorieta, mitjançant subinfeudacions al llarg del segle XII. Els Montpaó continuaren sent feudataris i el 1247 posseïa la fortalesa Berenguera de Montpaó que la va cedir al seu espòs Ramon Ramon, ciutadà de Lleida. A mitjan segle xiii la senyoria sobre Glorieta dels Cervera estaba en mans de Marquesa de Guàrdia i la seva filla, que eren monges a la comanda hospitalera de Cervera. Aquestes dames religioses, com a hereves dels Cervera, entre 1261 i 1266, donaren el lloc de Glorieta a l'orde de Sant Joan de Jerusalem. Fou d'aquesta manera com Glorieta passà a formar part de la comanda cerverina dels hospitalers, els quals l'any 1310 n'assoliren la total senyoria comprant els drets al feudatari Bremon de Moliner per 14.000 sous barcelonesos.
Més endavant, el 1380, el gran prior de Catalunya, fra Guillem de Guimerà i d'Abella, acabaria comprant el mer i mixt imperi sobre el lloc a l'infant Joan. En el segle XIV Glorieta passà de la comanda hospitalera de Cervera a la comanda hospitalera de l'Espluga de Francolí, on romangué fins a la desamortització de Madoz en què tingué lloc l'extinció dels senyorius.

## El Castell
Del castell medieval roman en peu la imponent torre prismàtica que coneixem. Tenia tres plantes i terrassa, però actualment li falta el darrer pis (esmotxat el segle xix) i la segona planta és la que fa de terrassa. A l'exterior la façana nord fa 5,55 m i la façana oriental, 7,40 m. El gruix del mur és de 155 cm. L'alçada de l'edifici, uns 16 m. A l'interior els pisos estan dividits per la meitat formant dos compartiments coberts amb voltes de canó. Al cim encara hi ha els muntants d'uns arcs ensorrats que devien aguantar un altre trespol. La comunicació interior entre la primera i la segona planta es feia —i es fa— per una escala que penetra un dels murs. En temps medievals l'accés des de l'exterior es feia directament a una porta situada al costat nord del primer pis a cinc metres de terra, mitjançant una escala mòbil que podia ser retirada en cas de perill. La porta té una amplada de 90 cm i és acabada a dalt amb una llinda monolítica amb forma triangular i a baix amb un gran llindar. Al primer pis als costats de migdia i de llevant, hi ha dos rengles d' espitlleres, sis al rengle inferior i quatre al superior. Els murs són de carreu de mida mitjana, irregular però ben aparellat amb filades i rejuntat amb morter de calç.
Al sud de la torre, en un mur continuació de la paret sud, hi ha un portal de 120 cm d'ample, acabat amb un arc de mig punt format per vuit dovelles. Segurament aquest porta donava accés a un clos o edifici adossat a la torre per ponent. La torre podia estar encerclada d'un recinte emmurallat. La datació se situaria al final del segle xii o al segle xiii.

## L'església parroquial de l'Assumpció
Es conserven restes de l'antiga església parroquial del segle xii dedicada a l'Assumpció —part de l'absis i mur lateral— incorporats a l'església nova que és una construcció de finals del XVIII o inicis del XIX.

## La creu processional de Glorieta

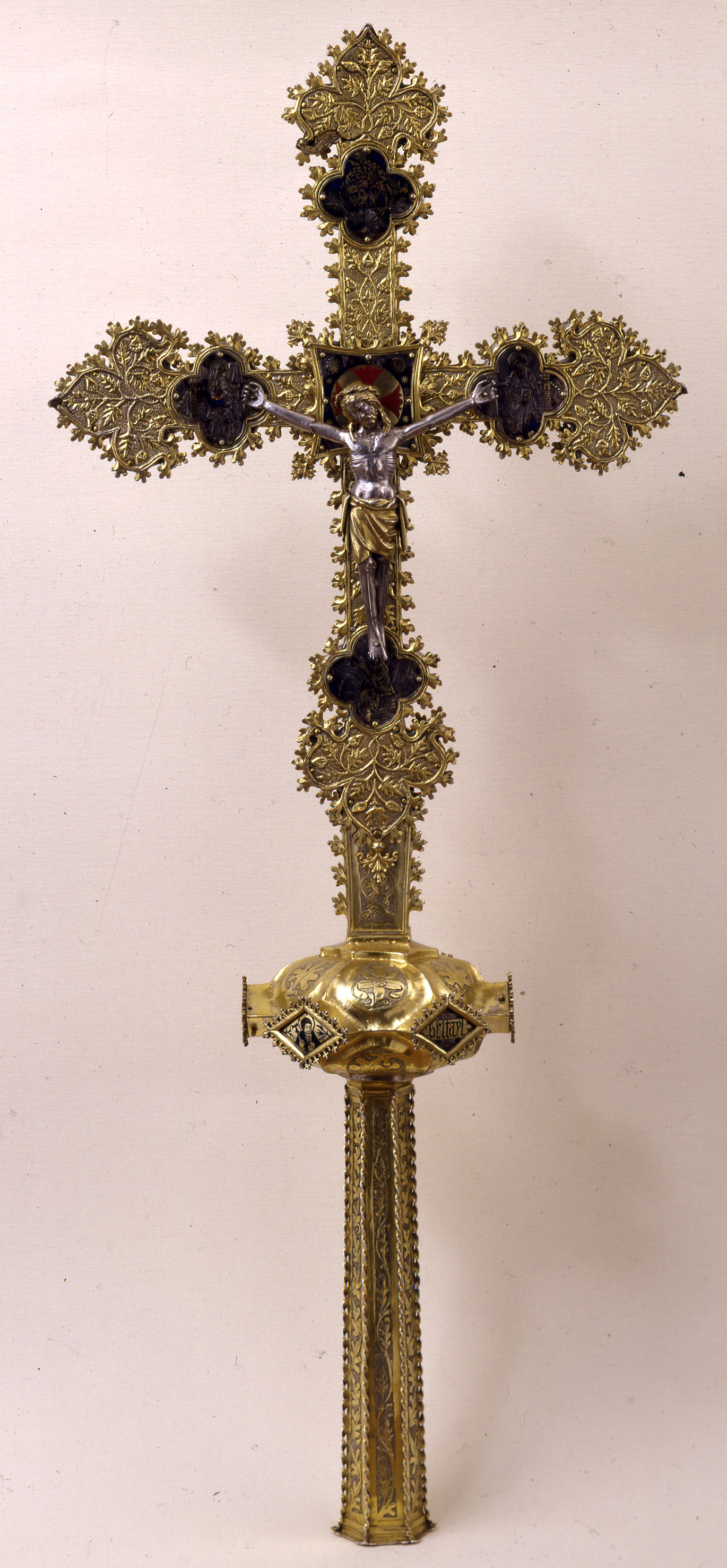
Greu processional gòtica de la parròquia de Glorieta, actualment al Museu Diocesà de Tarragona.

El Museu Diocesà de Tarragona conserva una creu processional gòtica (s. XIV-XV), d'argent sobredaurat. Per una inscripció gravada a la creu sembla que procedeixi de Belltall, tanmateix és propietat de la parròquia de Glorieta. Mesura 79 cm d'alt per 33,5 cm d'ample. És de la tipologia més habitual del gòtic català: perfil flordelisat, amb ornamentació vegetal als braços, i plaques tetralobulades esmaltades a les expansions. A l'anvers hi ha la figura de Crist crucificat; i a les plaques la iconografia incisa dels quatre evangelistes. Porta marca o punxó de Montblanc (MONT/BLA), per tant hauria estat obrada en un taller d'aquesta vila.